# Туровий граф
У теорії графів туровий граф — граф, що представляє всі допустимі ходи тури на шахівниці: кожна вершина представляє клітинку на дошці, а ребра — можливі ходи. Турові графи є вкрай симетричними досконалими графами — їх можна описати в термінах числа трикутників, яким належить ребро, та існування циклу довжини 4, що включає будь-які дві несуміжні вершини.

## Визначення
Туровий граф {\displaystyle n\times m} представляє допустимі ходи тури на дошці {\displaystyle n\times m}. Вершинам графа можна задати координати {\displaystyle (x,y)}, де {\displaystyle 1\leq x\leq n} та {\displaystyle 1\leq y\leq m}. Дві вершини {\displaystyle (x_{1},y_{1})} та {\displaystyle (x_{2},y_{2})} суміжні тоді і лише тоді, коли або {\displaystyle x_{1}=x_{2}} або {\displaystyle y_{1}=y_{2}}. Тобто якщо вони лежать в одному рядку клітин (горизонтальному або вертикальному).
Для турового графа {\displaystyle n\times m} загальна кількість вершин дорівнює {\displaystyle nm}. Для квадратної дошки {\displaystyle n\times n} число вершин турового графа дорівнює {\displaystyle n^{2}} і число ребер дорівнює {\displaystyle n^{3}-n^{2}}. В останньому разі граф відомий як двовимірний граф Геммінга.
Туровий граф на дошці {\displaystyle n\times m} можна визначити як прямий добуток двох повних графів {\displaystyle K_{n}\square K_{m}}. Доповнення турового графа {\displaystyle 2\times n} є короною.

## Симетрія
Турові графи вершинно-транзитивні та {\displaystyle (n+m-2)}-регулярні. Це єдиний клас регулярних графів, який можна побудувати на основі ходів стандартних шахових фігур. Якщо {\displaystyle m\neq n}, симетрії турових графів утворено незалежними перестановками рядків та стовпців графа. Якщо {\displaystyle n=m}, у графа з'являються додаткові симетрії, які обмінюють рядки та стовпці. Туровий граф для квадратної шахівниці є симетричним.
Відстань між будь-якими двома вершинами турового графа дорівнює одиниці або двом, залежно від того, суміжні вони чи ні. Будь-які дві несуміжні вершини можна перевести в будь-які інші несуміжні вершини за допомогою симетрії графа. Якщо туровий граф не квадратний, пари суміжних вершин розпадаються на дві орбіти групи симетрій відповідно до їх суміжності — по горизонталі або по вертикалі, але в разі квадратного графа будь-які дві суміжні вершини можна перевести з однієї в іншу за допомогою симетрії і, таким чином, граф дистанційно-транзитивний.
Якщо {\displaystyle m} і {\displaystyle n} взаємно прості, група симетрій {\displaystyle S_{m}\times S_{n}} турового графа містить як підгрупу циклічну групу {\displaystyle C_{mn}=C_{m}\times C_{n}}, яка діє шляхом перестановки {\displaystyle mn} вершин циклічно. Отже, в цьому випадку туровий граф є циркулянтним.

## Досконалість

3×3 туровий граф, розфарбований трьома кольорами, в якому показано кліку, яка має три вершини. У цьому графі і в усіх його породжених підграфах хроматичне число дорівнює кліковому числу, тому він є досконалим.

Туровий граф можна розглядати як реберний граф повного двочасткового графа {\displaystyle K_{n,m}}. Тобто, він має по вершині для кожного ребра {\displaystyle K_{n,m}} і дві вершини турового графа суміжні тоді й лише тоді, коли відповідні ребра повного двочасткового графа мають спільну вершину. З цього погляду ребро двочасткового графа, що з'єднує вершину {\displaystyle i} однієї сторони з вершиною {\displaystyle j} іншої сторони, відповідає клітинці шахівниці з координатами {\displaystyle (i,j)}.
Будь-який двочастковий граф є підграфом повного двочасткового графа, отже будь-який реберний граф двочасткового графа є породженим підграфом турового графа. Реберний граф двочасткового графа досконалий — в ньому і в будь-якому його породженому підграфі число кольорів, необхідних для будь-якого розфарбування вершин, дорівнює кількості вершин у найбільшій кліці. Реберні графи двочасткових графів утворюють важливе сімейство досконалих графів, одне з небагатьох сімейств, використаних Чудновською зі співавторами для опису досконалих графів і для того, щоб показати, що будь-який граф без непарних дір і антидір досконалий. Зокрема, досконалими є турові графи.

Оскільки турові графи досконалі, кількість кольорів, які потрібні для розфарбвання графа, дорівнює розміру найбільшої кліки. Кліки турового графа є підмножинами його рядків і стовпців і найбільша має розмір {\displaystyle max(m,n)}, отже, це число є хроматичним числом графа. {\displaystyle n}-колірне розфарбування {\displaystyle n\times n} турового графа можна розглядати як латинський квадрат — він описує спосіб заповнення рядків і стовпців {\displaystyle n\times n}-ґратки {\displaystyle n}різними значеннями, за якого жодне значення не з'являється двічі в рядках і стовпцях.
|   | a | b | c | d | e | f | g | h |   |
| 8 | d8 біла тура · g7 біла тура · c6 біла тура · a5 біла тура · b4 біла тура · h3 біла тура · e2 біла тура · f1 біла тура | d8 біла тура · g7 біла тура · c6 біла тура · a5 біла тура · b4 біла тура · h3 біла тура · e2 біла тура · f1 біла тура | d8 біла тура · g7 біла тура · c6 біла тура · a5 біла тура · b4 біла тура · h3 біла тура · e2 біла тура · f1 біла тура | d8 біла тура · g7 біла тура · c6 біла тура · a5 біла тура · b4 біла тура · h3 біла тура · e2 біла тура · f1 біла тура | d8 біла тура · g7 біла тура · c6 біла тура · a5 біла тура · b4 біла тура · h3 біла тура · e2 біла тура · f1 біла тура | d8 біла тура · g7 біла тура · c6 біла тура · a5 біла тура · b4 біла тура · h3 біла тура · e2 біла тура · f1 біла тура | d8 біла тура · g7 біла тура · c6 біла тура · a5 біла тура · b4 біла тура · h3 біла тура · e2 біла тура · f1 біла тура | d8 біла тура · g7 біла тура · c6 біла тура · a5 біла тура · b4 біла тура · h3 біла тура · e2 біла тура · f1 біла тура | 8 |
| 7 | d8 біла тура · g7 біла тура · c6 біла тура · a5 біла тура · b4 біла тура · h3 біла тура · e2 біла тура · f1 біла тура | d8 біла тура · g7 біла тура · c6 біла тура · a5 біла тура · b4 біла тура · h3 біла тура · e2 біла тура · f1 біла тура | d8 біла тура · g7 біла тура · c6 біла тура · a5 біла тура · b4 біла тура · h3 біла тура · e2 біла тура · f1 біла тура | d8 біла тура · g7 біла тура · c6 біла тура · a5 біла тура · b4 біла тура · h3 біла тура · e2 біла тура · f1 біла тура | d8 біла тура · g7 біла тура · c6 біла тура · a5 біла тура · b4 біла тура · h3 біла тура · e2 біла тура · f1 біла тура | d8 біла тура · g7 біла тура · c6 біла тура · a5 біла тура · b4 біла тура · h3 біла тура · e2 біла тура · f1 біла тура | d8 біла тура · g7 біла тура · c6 біла тура · a5 біла тура · b4 біла тура · h3 біла тура · e2 біла тура · f1 біла тура | d8 біла тура · g7 біла тура · c6 біла тура · a5 біла тура · b4 біла тура · h3 біла тура · e2 біла тура · f1 біла тура | 7 |
| 6 | d8 біла тура · g7 біла тура · c6 біла тура · a5 біла тура · b4 біла тура · h3 біла тура · e2 біла тура · f1 біла тура | d8 біла тура · g7 біла тура · c6 біла тура · a5 біла тура · b4 біла тура · h3 біла тура · e2 біла тура · f1 біла тура | d8 біла тура · g7 біла тура · c6 біла тура · a5 біла тура · b4 біла тура · h3 біла тура · e2 біла тура · f1 біла тура | d8 біла тура · g7 біла тура · c6 біла тура · a5 біла тура · b4 біла тура · h3 біла тура · e2 біла тура · f1 біла тура | d8 біла тура · g7 біла тура · c6 біла тура · a5 біла тура · b4 біла тура · h3 біла тура · e2 біла тура · f1 біла тура | d8 біла тура · g7 біла тура · c6 біла тура · a5 біла тура · b4 біла тура · h3 біла тура · e2 біла тура · f1 біла тура | d8 біла тура · g7 біла тура · c6 біла тура · a5 біла тура · b4 біла тура · h3 біла тура · e2 біла тура · f1 біла тура | d8 біла тура · g7 біла тура · c6 біла тура · a5 біла тура · b4 біла тура · h3 біла тура · e2 біла тура · f1 біла тура | 6 |
| 5 | d8 біла тура · g7 біла тура · c6 біла тура · a5 біла тура · b4 біла тура · h3 біла тура · e2 біла тура · f1 біла тура | d8 біла тура · g7 біла тура · c6 біла тура · a5 біла тура · b4 біла тура · h3 біла тура · e2 біла тура · f1 біла тура | d8 біла тура · g7 біла тура · c6 біла тура · a5 біла тура · b4 біла тура · h3 біла тура · e2 біла тура · f1 біла тура | d8 біла тура · g7 біла тура · c6 біла тура · a5 біла тура · b4 біла тура · h3 біла тура · e2 біла тура · f1 біла тура | d8 біла тура · g7 біла тура · c6 біла тура · a5 біла тура · b4 біла тура · h3 біла тура · e2 біла тура · f1 біла тура | d8 біла тура · g7 біла тура · c6 біла тура · a5 біла тура · b4 біла тура · h3 біла тура · e2 біла тура · f1 біла тура | d8 біла тура · g7 біла тура · c6 біла тура · a5 біла тура · b4 біла тура · h3 біла тура · e2 біла тура · f1 біла тура | d8 біла тура · g7 біла тура · c6 біла тура · a5 біла тура · b4 біла тура · h3 біла тура · e2 біла тура · f1 біла тура | 5 |
| 4 | d8 біла тура · g7 біла тура · c6 біла тура · a5 біла тура · b4 біла тура · h3 біла тура · e2 біла тура · f1 біла тура | d8 біла тура · g7 біла тура · c6 біла тура · a5 біла тура · b4 біла тура · h3 біла тура · e2 біла тура · f1 біла тура | d8 біла тура · g7 біла тура · c6 біла тура · a5 біла тура · b4 біла тура · h3 біла тура · e2 біла тура · f1 біла тура | d8 біла тура · g7 біла тура · c6 біла тура · a5 біла тура · b4 біла тура · h3 біла тура · e2 біла тура · f1 біла тура | d8 біла тура · g7 біла тура · c6 біла тура · a5 біла тура · b4 біла тура · h3 біла тура · e2 біла тура · f1 біла тура | d8 біла тура · g7 біла тура · c6 біла тура · a5 біла тура · b4 біла тура · h3 біла тура · e2 біла тура · f1 біла тура | d8 біла тура · g7 біла тура · c6 біла тура · a5 біла тура · b4 біла тура · h3 біла тура · e2 біла тура · f1 біла тура | d8 біла тура · g7 біла тура · c6 біла тура · a5 біла тура · b4 біла тура · h3 біла тура · e2 біла тура · f1 біла тура | 4 |
| 3 | d8 біла тура · g7 біла тура · c6 біла тура · a5 біла тура · b4 біла тура · h3 біла тура · e2 біла тура · f1 біла тура | d8 біла тура · g7 біла тура · c6 біла тура · a5 біла тура · b4 біла тура · h3 біла тура · e2 біла тура · f1 біла тура | d8 біла тура · g7 біла тура · c6 біла тура · a5 біла тура · b4 біла тура · h3 біла тура · e2 біла тура · f1 біла тура | d8 біла тура · g7 біла тура · c6 біла тура · a5 біла тура · b4 біла тура · h3 біла тура · e2 біла тура · f1 біла тура | d8 біла тура · g7 біла тура · c6 біла тура · a5 біла тура · b4 біла тура · h3 біла тура · e2 біла тура · f1 біла тура | d8 біла тура · g7 біла тура · c6 біла тура · a5 біла тура · b4 біла тура · h3 біла тура · e2 біла тура · f1 біла тура | d8 біла тура · g7 біла тура · c6 біла тура · a5 біла тура · b4 біла тура · h3 біла тура · e2 біла тура · f1 біла тура | d8 біла тура · g7 біла тура · c6 біла тура · a5 біла тура · b4 біла тура · h3 біла тура · e2 біла тура · f1 біла тура | 3 |
| 2 | d8 біла тура · g7 біла тура · c6 біла тура · a5 біла тура · b4 біла тура · h3 біла тура · e2 біла тура · f1 біла тура | d8 біла тура · g7 біла тура · c6 біла тура · a5 біла тура · b4 біла тура · h3 біла тура · e2 біла тура · f1 біла тура | d8 біла тура · g7 біла тура · c6 біла тура · a5 біла тура · b4 біла тура · h3 біла тура · e2 біла тура · f1 біла тура | d8 біла тура · g7 біла тура · c6 біла тура · a5 біла тура · b4 біла тура · h3 біла тура · e2 біла тура · f1 біла тура | d8 біла тура · g7 біла тура · c6 біла тура · a5 біла тура · b4 біла тура · h3 біла тура · e2 біла тура · f1 біла тура | d8 біла тура · g7 біла тура · c6 біла тура · a5 біла тура · b4 біла тура · h3 біла тура · e2 біла тура · f1 біла тура | d8 біла тура · g7 біла тура · c6 біла тура · a5 біла тура · b4 біла тура · h3 біла тура · e2 біла тура · f1 біла тура | d8 біла тура · g7 біла тура · c6 біла тура · a5 біла тура · b4 біла тура · h3 біла тура · e2 біла тура · f1 біла тура | 2 |
| 1 | d8 біла тура · g7 біла тура · c6 біла тура · a5 біла тура · b4 біла тура · h3 біла тура · e2 біла тура · f1 біла тура | d8 біла тура · g7 біла тура · c6 біла тура · a5 біла тура · b4 біла тура · h3 біла тура · e2 біла тура · f1 біла тура | d8 біла тура · g7 біла тура · c6 біла тура · a5 біла тура · b4 біла тура · h3 біла тура · e2 біла тура · f1 біла тура | d8 біла тура · g7 біла тура · c6 біла тура · a5 біла тура · b4 біла тура · h3 біла тура · e2 біла тура · f1 біла тура | d8 біла тура · g7 біла тура · c6 біла тура · a5 біла тура · b4 біла тура · h3 біла тура · e2 біла тура · f1 біла тура | d8 біла тура · g7 біла тура · c6 біла тура · a5 біла тура · b4 біла тура · h3 біла тура · e2 біла тура · f1 біла тура | d8 біла тура · g7 біла тура · c6 біла тура · a5 біла тура · b4 біла тура · h3 біла тура · e2 біла тура · f1 біла тура | d8 біла тура · g7 біла тура · c6 біла тура · a5 біла тура · b4 біла тура · h3 біла тура · e2 біла тура · f1 біла тура | 1 |
|   | a | b | c | d | e | f | g | h |   |

Незалежна множина в туровому графі — це множина вершин, жодні дві з яких не належать одному рядку або стовпцю графа. У термінах шахів це відповідає розташуванню тур, жодні дві з яких не атакують одна одну. Досконалі графи можна також описати як графи, в яких для будь-якого породженого підграфа розмір найбільшої незалежної множини дорівнює числу клік у розкладі вершин графа на найменше число клік. У туровому графі множина рядків або стовпців (менша з них) утворює такий оптимальний розклад. Отже, розмір найбільшої незалежної множини дорівнює {\displaystyle min(m,n)}. Будь-яке оптимальне розфарбування в туровому графі є найбільшою незалежною множиною.

## Опис
Мун описує туровий граф {\displaystyle m\times n} як єдиний граф, що має такі властивості:
- він має {\displaystyle mn} вершин, кожна з яких інцидентна {\displaystyle n+m-2} ребрам;
- {\displaystyle mn(m-1)/2} ребер належать {\displaystyle m-2}трикутникам, а решта {\displaystyle mn(n-1)/2} ребер належать {\displaystyle n-2} трикутникам;
- будь-які дві несуміжні вершини належать єдиному циклу із 4 вершин.

Якщо {\displaystyle n=m}, ці умови можна спростити до твердження, що граф {\displaystyle n\times n} є сильно регулярним графом з параметрами {\displaystyle srg(n^{2},2n-2,n-2,2)}, і що будь-який сильно регулярний граф з такими параметрами має бути туровим графом {\displaystyle n\times n} якщо {\displaystyle n\neq 4}. Якщо {\displaystyle n=4}, існує ще один регулярний граф, а саме, граф Шрікханде, який має такі ж параметри, що й туровий граф {\displaystyle 4\times 4}. Граф Шрікханде відрізняється від турового графа {\displaystyle 4\times 4} тим, що окіл будь-якої вершини графа Шрікханде пов'язаний у цикл довжини 6, тоді як у туровому графі він належить двом трикутникам.

## Домінування
Число домінування графа — це найменший розмір множини серед усіх домінівних множин. У туровому графі множина вершин є домінівною множиною тоді й лише тоді, коли будь-яка клітинка дошки або належать до множини, або за один хід від елемента множини. Для дошки {\displaystyle m\times n} число домінування дорівнює {\displaystyle min(m,n)}.
Для турового графа {\displaystyle k}-домінівна множина — це множина вершин, відповідні клітинки яких атакують усі інші клітинки (ходом тури) принаймні {\displaystyle k} разів. {\displaystyle k}-кратна домінівна множина для турового графа — це множина вершин, відповідні клітинки яких атакують усі інші клітинки (ходом тури) принаймні {\displaystyle k} разів і атакують свої клітинки не менше {\displaystyle k-1} разів. Найменший розмір серед усіх {\displaystyle k}-домінівних множин і {\displaystyle k}-кратних домінівних множин — це {\displaystyle k}-домінівне число і {\displaystyle k}-кратне домінівне число відповідно. На квадратній дошці для парних {\displaystyle k} {\displaystyle k}-домінівне число дорівнює {\displaystyle nk/2} при {\displaystyle n\geq (k^{2}-2k)/4} та {\displaystyle k<2n}. Аналогічно {\displaystyle k}-кратне домінівне число дорівнює {\displaystyle n(k+1)/2} коли {\displaystyle k} непарне і менше ніж {\displaystyle 2n}.